# Speocirolana thermydromis
Speocirolana thermydromis é uma espécie de crustáceo da família Cirolanidae.
É endémica do México.